# 石挥
石挥（1915年—1957年），原名石毓涛，中国天津人，话剧演员、电影演员和电影导演，活跃于20世纪30年代至50年代。1957年在东海蹈海自杀。

## 生平
1915年出生于天津杨柳青石家大院。一岁时随父迁往北京，入读北师大附小。中学时考入南开学校，曾参加南开新剧团活动。1937年南开学校主楼被日本飞机炸毁后，随师生迁至耀华学校继续上学。后因家境拮据，未等毕业即去上海谋生，做过列车上的车童、牙医所的童工、电影院小卖部的售货员。1940年经小学同学、演员蓝马介绍，加入中国旅行剧团，很快在舞台剧演艺界出名，并转至电影界，进入文华影片公司。
1949年后，在当演员的同时担任多部影片导演，由他导演的影片有《鸡毛信》、《刘胡兰》等。其导演的描写解放军影片《关连长》受到了批判，被说是“丑化了解放军”。
1957年由他导演并担任主角的电影《雾海夜航》又受到了批判，同时因为他在报纸上发表了一篇短文《东吴大将-假话》。他說：“有人不喜歡別人說真話，有人不允許別人說真話，有人不敢說真話，有人說了真話真吃了虧，有人說了假話反而得到尊重，於是乎真話逐漸少了，假話逐漸多了，這是我們新社會中極不應該有的現象，是一股逆流。”因而被打成“右派”，并被批判。
1957年11月，石挥乘坐曾拍摄过《雾海夜航》的“民主三号”客船，在海上投海自杀。

## 家庭
- 妻子童葆苓，京剧演员，童芷苓的妹妹。石挥去世后，1961年与马彦祥结婚。[6]
- 哥哥石毓浔（笔名杨柳青），编剧。
- 弟弟石毓澍，中国心血管专家。[7]
- 父亲石绍廉（又名石博泉）。
- 堂弟石灵，中国电影家协会会员，1981年获得中国电影金鸡奖最佳男配角。
- 外甥于是之，原中国戏剧家协会副主席，北京市戏剧家协会原主席、北京人民艺术剧院原第一副院长。[7]

## 代表作

### 话剧
- 《正气歌》 饰演文天祥
- 《大马戏团》 饰演慕容天赐
- 《秋海棠》 饰演 秋海棠
- 《云南起义》（编剧）
- 《福尔摩斯》（导演）

### 电影

#### 演出作品
- 世界儿女 （1941年）
- 乱世风光 （1941年）
- 假凤虚凰 （1947年） 饰演 杨小毛
- 艳阳天 （1948年）饰演 阴兆时
- 夜店 （1947年）   饰演 闻太师
- 太太万岁 （1947年） 饰演 陈父
- 哀乐中年 （1949年） 饰演 陈绍常
- 腐蚀 （1949年）     饰演 小昭
- 我这一辈子 （1950年）
- 太平春 （1950年）
- 姐姐妹妹站起来 （1950年） 饰演 马三
- 关连长 （1951年） 饰演 关连长
- 美国之窗 （1952年）
- 宋景诗 （1955年） 饰演 僧格林沁
- 情长谊深 （1957年） 饰演 老周

#### 编剧作品
- 母亲 （1949年）
- 关连长 （1951年）
- 雾海夜航 （1957年）

#### 导演作品
- 我这一辈子 （1950年）
- 关连长 （1951年）
- 鸡毛信 （1954年）
- 天仙配 （1955年）
- 雾海夜航 （1957年）

## 所获荣誉
40年代石挥参演了30多个剧目，无论正派，反派，青年，老年，戏剧，悲剧，他的表演都能挥洒自如，游刃有余，其中更是以《正气歌》里的文天祥，《大马戏团》里的慕容天锡，《秋海棠》里的秋海棠尤为出色，1942年被舆论和观众评选为“话剧皇帝”。
石挥改编自老舍名著《我这一辈子》的同名作品，由其自导自演并获得极大的成功。1955年，该片获得文化部优秀影片二等奖。
1954年石挥导演的影片《鸡毛信》获得爱丁堡国际电影节优胜奖，这是最早一部在国际上获奖的中国儿童故事片。
1955年石挥导演的戏曲艺术片《天仙配》深受广大人民群众喜爱，并引起香港，台湾，东南亚等地的黄梅戏热潮。